# Molophilus incurvus
Molophilus incurvus là một loài ruồi trong họ Limoniidae. Chúng phân bố ở miền Cổ bắc.